# Malgas
Malgas è località abitata sudafricana situata nella municipalità distrettuale di Overberg nella provincia del Capo Occidentale. Il nome "Malgas" è probabilmente una corruzione del termine portoghese mangas de velludo, "maniche di velluto", in riferimento al caratteristico piumaggio della sula del Capo.